# Конрад III
Конрад III (на немски: Konrad III; * 1093, Бамберг; † 15 февруари 1152, Бамберг) от род Хоенщауфен, e 1116/1120 херцог на франките, римско-немски крал 1127 – 1135 (като гегенкрал), също 1138 – 1152, крал на Италия 1128 – 1135, 1138 – 1152 и крал на Бургундия (1138 – 1152).
С него започва епохата на хоенщауфенските владетели за следващите 100 години.

## Произход и ранни години
Конрад е син на херцог Фридрих I от Швабия и на Агнес от Вайблинген, дъщеря на император Хайнрих IV. Брат е на по-големия Фридрих II, който наследява херцогската титла на Швабия.
Конрад се жени през 1115 г. за Гертруда фон Комбург, която умира 1130 г.
През 1116 г. император Хайнрих V дава на Конрад титлата херцог на Франкония и ги прави с брат му Фридрих негови заместници по време на пътуването му в Италия. През това време Конрад увеличава територията си с графствата около Комбург и Ротенбург.

## Династични борби
През 1124/1125 г. Конрад тръгва на поклонение към Йерусалим. След смъртта на Хайнрих V през май 1125, брат му Фридрих не успява да наследи трона на роднината си. За нов император е избран изненадващо Лотар III, с когото започват конфликти заради салическата и кралската собственост на Хайнрих V. Конрад и Фридрих са наследили династичната собственост на Хайнрих V и си я разделят по течението на Рейн: на ляво от Рейн на Фридрих, а дясно от Рейн на Конрад.
През ноември 1125 г. на събрание в Регенсбург Лотар изисква връщането му на кралската собственост, но братята не реагират. Тогава през декември 1125 г. Лотар ги осъжда. През януари 1126 г. няколко княза от Гослар започват военни действия против тях. През лятото на 1127 г. Конрад се връща обратно от Светите земи, намесва се в битките и е издигнат от швабските и франкските благородници за крал. Сдобрява се с Лотар и около 1135/1136 г. се жени за Гертруда фон Зулцбах († 14 април 1147, Херсфелд), дъщеря на граф Беренгар I от Зулцбах и Аделхайд от Волфратсхаузен и снаха на Хайнрих Черния.

## Германски крал и крал на Италия
Конрад предприема поход в Италия. На 29 юни 1128 г. в Ломбардия се коронова за крал на Италия.
През декември 1137 г. Лотар умира. Конрад е издигнат отново за крал на 7 март 1138 в Кобленц, а на 13 март е коронован и помазан в Аахен.

### Втори кръстоносен поход
През 1147 г. Конрад тръгва с френския крал Луи VII във Втория кръстоносен поход към Йерусалим. Още в Мала Азия войската на Конрад е унищожена от селджуките в битката при Дорилеон. Няма успех и при обсадата на Дамаск. Конрад се възстановява от раните си при византийския император Мануил I Комнин, който лично се грижи за него.
През 1150 г. умира синът му Хайнрих (VI), който е негов наследник и има титлата крал.

### Смърт
Конрад III умира 1152 г. в Бамберг по време на пътуването му към Рим, без да получи императорската корона. Погребан е в базиликата в Бамберг, а не както иска в щауфския манастир Лорш. След него крал става Фридрих I Барбароса.

## Деца
От брака си с Гертруда фон Комбург има децата:
- Агнес фон Щауфен, омъжена за Изяслав II
- Берта фон Щауфен, омъжена пр. 1134 г. за маркграф Херман III фон Баден, абатеса в Ерщай (1153)
- Гертруда фон Щауфен

От брака си с Гертруда фон Зулцбах има двама сина:
- Хайнрих (VI) Беренгар, март 1147 съ-крал, коронован на 30 март 1147 в Аахен,† 1150
- Фридрих IV от Ротенбург, († 1167) 1152/67 херцог на Швабия ∞ 1166 Гертруда от Саксония († 1196), дъщеря на Хайнрих Лъв, херцог на младото племенно баварско херцогство и Саксония.